# Philip Abelson
Philip Hauge Abelson (Tacoma, 27 april 1913 – Bethesda, 1 augustus 2004) was een Amerikaans natuurkundige en wetenschappelijk auteur. Samen met Edwin McMillan was hij medeontdekker van element 97: neptunium.

## Biografie
Abelson studeerde schei- en natuurkunde aan de Washington State University en de Universiteit van Californië - Berkeley waar hij promoveerde in de nucleaire fysica. Als junior natuurkundige werkte hij samen met Ernest Lawrence. Hij behoorde tot de eerste Amerikanen die in 1939 kernsplijting verifieerde in een ingezonden artikel van het februari-nummer van Physical Review. Bovendien werkte samen met Nobelprijslaureaat Luis Alvarez op het gebied van kernonderzoek en was medeontdekker van het element neptunium op 8 juni 1940 met McMillan.
Abelson had een belangrijke rol in het Manhattanproject gedurende de Tweede Wereldoorlog. Hoewel hij formeel niet bij project betrokken was werd de door hem uitgevonden techniek van vloeibare thermische diffusie isotoopscheiding gebruikt in de S-50 fabriek in Oak Ridge. Deze techniek bleek een onmisbare stap te zijn in de productie van grote hoeveelheden atoombrandstof voor de bouw van kernwapens.
Na de oorlog verlegde hij, onder leiding van Ross Gunn, zijn aandacht naar de vreedzame toepassing van kernenergie in scheepsvoortstuwing. Zijn eerste rapport beschreef in detail hoe een kernreactor geïnstalleerd kon worden in een onderzeeboot. Zijn concept werd later gesteund door admiraal Hyman Rickover en anderen. Onder Rickover werd Abelsons idee gerealiseerd in de form van de USS Nautilus, ’s werelds eerste kernonderzeeboot.
Van 1951 tot 1971 diende hij als directeur van het geofysisch laboratorium van de Carnegie-instituut in Washington D.C., en als president van 1971 tot 1978. Van 1962 tot 1984 was hij editor van het wetenschapstijdschrift Science, en diende als uitvoerend redactielid in 1974, 1975 en 1984. Van 1972 tot 1074 diende hij als president van de American Geophysical Union.

## Erkenning
Abelson ontving vele voorname eerbewijzen, waaronder de National Medal of Science in 1987, de National Science Foundation’s Distinguised Achievement Award, de American Medical Association’s Scientific Achievement Award, de Distinguished Civilian Service Medal en de Waldo E. Smith Medal in 1988. In 1992 werd hij onderscheiden met de Public Welfare Medal, de hoogste onderscheiding van de National Academy of Sciences. In 1958 werd hij gekozen tot lid van de American Academy of Arts and Sciences. Het mineraal abelsoniet is vernoemd naar Abelson als erkenning voor zijn bijdragen in de organische geochemie.